# Wspólnota Chrześcijańska „Golgota”
Wspólnota Chrześcijańska „Golgota” (ang. Calvary Chapel) – międzynarodowa wspólnota ewangelicznych kościołów chrześcijańskich, posiadająca obecnie przeszło 1,8 tys. zborów na całym świecie, w tym jeden w Polsce, w Sandomierzu. Pierwszą wspólnotą była oryginalna Calvary Chapel w Costa Mesa, w stanie Kalifornia, która powstała w 1965 r. Jej pastorem był Chuck Smith.
W listopadzie 2016 roku wspólnota podzieliła się na dwie niezależne części: „Calvary Chapel Global Network” oraz „Calvary Chapel Association”.

## Charakterystyka
Doktrynalnie, „Golgota” jest wspólnotą o zdecydowanie ewangelikalnym i protestanckim charakterze. Mocno podkreśla reformacyjną zasadę sola scriptura, według której Biblia stanowi jedyne źródło wiary. Uważa ponadto, iż Biblia jest bezbłędna i nieomylna we wszystkich kwestiach, w których się wypowiada.
Wspólnota wierzy w jednego Boga w trzech osobach: Ojca, Syna i Ducha Świętego. Wyznaje wiarę, iż na skutek upadku pierwszych rodziców wszyscy ludzie żyją z dala od Boga, ich udziałem jest potępienie i dlatego potrzebują zbawienia. Zbawienie pochodzi tylko z łaski i przyjmowane jest wyłącznie wiarą w momencie, gdy skruszony grzesznik wyzna Jezusa Chrystusa swoim Panem i Zbawicielem. Wówczas jego życie zostaje przez Ducha Świętego przemienione, a on otrzymuje zbawienie. „Golgota” wierzy w pełne Bóstwo Jezusa Chrystusa, jego wcielenie, narodziny z dziewicy, zastępczą śmierć na krzyżu, realność cudów i cielesne zmartwychwstanie.
Organizacja kościelna wyróżnia „Golgotę” na tle innych wspólnot protestanckich. Odrzuca ona zarówno prezbiterianizm, jak i kongregacjonalizm. Uznaje tzw. „model mojżeszowy”. Wspólnota ma charakter zielonoświątkowy i tym samym podkreśla aktualność darów Ducha Świętego we współczesnym Kościele (łącznie z prorokowaniem i mówieniem językami), przy czym nie wchodzi to zazwyczaj w skład typowego nabożeństwa. Przede wszystkim z tego powodu w 1986 roku powstał rozłam w wyniku którego powstało Stowarzyszenie Kościołów „Winnica”. Choć wspólnota zdecydowanie podkreśla ważność praktykowania charyzmatów w życiu chrześcijańskim, podkreśla jednocześnie, iż nabożeństwo winno bardziej opierać się na uczniostwie, niż na emocjach. Cechą charakterystyczną nabożeństw „Golgoty” jest nauczanie, które odbywa się „werset po wersecie, rozdział po rozdziale i księga po księdze”, począwszy od Pierwszej Księgi Mojżeszowej do Objawienia św. Jana. Oznacza to, iż każde nauczanie jest ściśle powiązane z konkretnym fragmentem Biblii i każde kolejne nauczanie rozpoczyna się w tym miejscu Biblii, w którym skończyło się poprzednie. Według wspólnoty ma to zapobiec wybieraniu przez pastorów ich „ulubionych” tematów i omijania kontrowersyjnych fragmentów.
„Golgota” praktykuje chrzest jedynie nawróconych (nowo narodzonych) osób, które wyznały Jezusa swoim Panem i Zbawicielem. Chrztu dokonuje się wyłącznie przez całkowite zanurzenie w wodzie. Odrzuca się koncepcję, jakoby chrzest był bezwzględnie konieczny do zbawienia, choć podkreśla się jego znaczenie jako symbolicznej ilustracji odrodzenia. Wieczerza Pańska jest także pojmowana symbolicznie i praktykowana pod postacią zarówno chleba, jak i wina. 
W sprawach eschatologicznych wspólnota opowiada się za doktryną o porwaniu Kościoła przed czasem ucisku, powtórnym przyjściu Chrystusa z Kościołem po ucisku w celu założenia na ziemi Tysiącletniego Królestwa oraz w zmartwychwstanie wierzących do życia wiecznego i niezbawionych na wieczne potępienie. Podkreśla się rolę Izraela w wypełnieniu proroctw dotyczących czasów ostatecznych.

## Wspólnoty w Polsce
- Kościół Chrystusowy w RP w Sandomierzu[2]